# Silent Hill 2 (videojuego de 2024)
Silent Hill 2 (サイレントヒル 2 Sairento Hiru Tsū?) es un videojuego de terror y supervivencia de disparos en tercera persona desarrollado por Bloober Team y publicado por Konami Digital Entertainment. Es una nueva versión del videojuego de 2001, Silent Hill 2, desarrollado originalmente por Team Silent, un grupo dentro de Konami Computer Entertainment Tokyo (KCET). Es la primera entrega importante de la serie Silent Hill desde Silent Hill: Downpour (2012). Al igual que el juego original, sigue a James Sunderland, un viudo, que regresa a la ciudad homónima en Maine tras recibir una carta de su difunta esposa, Mary, quien dice estar esperándolo allí.
El remake de Silent Hill 2 se anunció oficialmente en octubre de 2022 tras meses de especulaciones y filtraciones. Fue dirigido por el director creativo de Bloober Team, Mateusz Lenart, y producido por Motoi Okamoto de Konami. Masahiro Ito y Akira Yamaoka, quienes trabajaron como diseñador de criaturas y compositor del juego original respectivamente, participaron activamente en el desarrollo. Según Maciej Głomb, Ito proporcionó el arte conceptual para lugares y monstruos, mientras que Yamaoka regresó como compositor.
Silent Hill 2 se lanzó para PlayStation 5 y Windows el 8 de octubre de 2024, con gran éxito de crítica. Sus gráficos, su ambientación atmosférica, la banda sonora de Yamaoka, las actuaciones (en particular la de Luke Roberts como James) y su fidelidad al juego original recibieron grandes elogios, y los críticos lo consideraron un regreso a la forma de la serie. Ha vendido más de dos millones de unidades y ha ganado varios premios, incluidas nominaciones en los British Academy Games Awards, los Golden Joystick Awards y The Game Awards.

## Jugabilidad
El objetivo de Silent Hill 2 es guiar a James Sunderland, el personaje del jugador, a través de la ciudad titular de Silent Hill mientras busca a su esposa y lucha contra monstruos. A diferencia de su contraparte original, Silent Hill 2 presenta un sistema de cámara en tercera persona modernizado con un sistema de combate revisado.
El juego se estructura en una serie de áreas y capítulos, cada uno representando un segmento del viaje psicológico y emocional de James. Estas áreas incluyen calles, edificios, apartamentos y lugares infames de Silent Hill, como el Hospital Brookhaven y el Hotel Lakeview. Los jugadores exploran entornos detallados y con poca luz usando una linterna y un mapa para navegar. Muchas áreas requieren objetos clave para avanzar, que se encuentran resolviendo puzles o derrotando enemigos. La narrativa y el sonido ambiental juegan un papel fundamental en la creación de una experiencia tensa e inmersiva. Los jugadores tienen acceso a varias armas cuerpo a cuerpo, como una tabla y un tubo de acero, y armas de fuego, como una pistola y una escopeta. El combate es torpe por diseño, lo que aumenta la vulnerabilidad del protagonista. Ahorrar munición y objetos de salud es crucial, ya que los recursos son limitados. El juego presenta numerosos rompecabezas, desde simples búsquedas de llaves hasta acertijos abstractos. La dificultad de los rompecabezas se puede configurar por separado de la dificultad del combate, lo que afecta la complejidad de las soluciones. Algunos rompecabezas requieren la interpretación de notas, pistas del entorno o lógica simbólica. Silent Hill 2 presenta múltiples finales basados en el comportamiento de los jugadores a lo largo del juego: uso de objetos de salud, comportamiento hacia un compañero, tiempo de permanencia en ciertas zonas, etc. Estos finales reflejan el estado psicológico de James y proporcionan diferentes interpretaciones de la historia.

## Sinopsis

### Ambientación
Silent Hill 2 se desarrolla en la pequeña ciudad turística de Silent Hill en Maine. Envuelta en una espesa niebla, la ciudad está aparentemente abandonada y descuidada, pero Silent Hill presenta una infraestructura aparentemente cambiante, en la que el jugador experimenta una versión aún más desgastada y decadente de la ciudad, y el Otro Mundo, marcado por el óxido, las cercas de alambre y una oscuridad envolvente. Se da a entender que la apariencia de la ciudad depende del observador: donde algunos ven niebla, otros pueden ver fuego o hielo.
El personaje jugable es James Sunderland (Luke Roberts), un hombre atraído a la ciudad por la posibilidad de ver a su difunta esposa, Mary (Salóme Gunnarsdóttir). Durante su exploración de Silent Hill, James se encuentra con Angela Orosco (Gianna Kiehl), una chica de diecinueve años con problemas y tendencias suicidas que busca a su madre; Eddie Dombrowski (Danny Kirrane [apariencia], Scott Haining [voz]), un hombre con sobrepeso, acosado y paranoico; y Laura (Evie Templeton), una niña traviesa pero inocente de ocho años que conoció a Mary cuando estaba viva y a quien no le agrada a James. James también conoce a María (Gunnarsdóttir), una mujer que comparte un asombroso parecido físico con Mary.

### Argumento
James Sunderland llega a Silent Hill después de recibir una carta de su esposa Mary, quien murió tres años antes a causa de una enfermedad degenerativa. Mientras explora la ciudad abandonada, conoce a Angela Orosco, Eddie Dombrowski y Laura, quienes se hicieron amigos de Mary mientras estaban juntos en el hospital. James se encuentra con criaturas inhumanas por toda la ciudad y es perseguido por una criatura indestructible, el Cabeza de Pirámide.
James viaja al lago Toluca, donde cree que Mary lo está esperando. En cambio, conoce a María, que se parece a Mary, pero tiene una personalidad más asertiva y coqueta. María ayuda a James a buscar a Mary y se encuentra con Eddie y Laura en un cine, pero Laura huye de James. María, inexplicablemente preocupada por la seguridad de Laura, insiste en seguirla al hospital, pero se enferma poco después de llegar. Laura vuelve a huir de James, después de acusarlo de no preocuparse por Mary y afirmar que ella no ve ningún monstruo. Después de que María se recupera, ella y James son emboscados por el Cabeza de Pirámide, quien mata a María, antes de que James, abatido, escapa. James atraviesa una prisión decrépita, donde rescata a Angela de un monstruo que representa a su padre, a quien ella mató después de años de haber sido violada por él. A pesar de la ayuda de James, Angela lo acusa de no querer a la enferma Mary cerca.
James entra en un laberinto donde encuentra a María viva e ilesa detrás de rejas intransitables. Ella expresa incredulidad ante su aparente muerte y relata los recuerdos de Mary, incluido el olvido de James de una cinta de video en el Hotel Lakeview durante su última estadía en la ciudad. María anima al confundido James a encontrar una manera de liberarla, ofreciéndole ser lo que él quiera que sea. A su regreso, sin embargo, encuentra a María muerta, desfigurada de la misma manera que lo había estado Mary por la enfermedad. Al salir del laberinto, James se enfrenta a Eddie, que acaba de matar a una persona por burlarse de él, y admite alegremente haber mutilado a un matón y matado a un perro antes de llegar a Silent Hill. Asumiendo que James también se está burlando de él, Eddie ataca, lo que obliga a James a matarlo de mala gana en defensa propia.
En el hotel, Laura le da a James una carta de despedida que recibió de Mary una semana antes, celebrando el octavo cumpleaños de Laura y expresando su deseo de que Laura se convierta en su hija. Al darse cuenta de que Mary no podría haber muerto hace tres años, James mira la cinta de video, que muestra sus idílicas vacaciones antes de pasar a James asfixiando a la enferma terminal Mary hasta la muerte. Sus recuerdos se recuperan, la carta de Mary a James desaparece y él le confiesa la verdad a Laura. James luego encuentra a Angela; Incapaz de superar su trauma, Angela camina hacia las llamas de una escalera en llamas.
Luego, James se enfrenta a dos Cabezas de Pirámides, quienes ejecutan a María revivida frente a él. James deduce que el Cabeza de Pirámide fue creado como resultado de su deseo de castigo, pero como ya no los necesita, los Cabezas de Pirámides se suicidan. En la azotea del hotel, derrota a una versión monstruosa de Mary, que se niega a perdonarlo, o de María, que se niega a permitir que la abandone.
El final varía dependiendo de las acciones del jugador: en "Dejar", James le confiesa a Mary que estaba resentido con ella por su enfermedad y hostilidad hacia él, alimentada por sus sentimientos de insuficiencia y miedo a su muerte, por lo que la mató para liberarlos a ambos. Sintiendo su arrepentimiento, Mary lo perdona y le entrega su verdadera carta final, en la que le dice a James que él la hizo feliz y lo anima a vivir. Deja el pueblo con Laura; En "María", James elige a María sobre Mary y se va con ella. María tose, dando a entender que se enfermará como Mary; "En Agua" ve a James, incapaz de vivir sin Mary, suicidarse conduciendo hacia el lago Toluca; "Quietud" amplía "En Agua", mostrando a Mary consolando a James antes de su muerte; "Felicidad" ve a James aparentemente entrar en la cinta de vídeo de las vacaciones, eligiendo permanecer ignorante de sus acciones; y en "Volver a Nacer", James planea resucitar a María usando los antiguos dioses de la ciudad. Hay dos finales de broma: en "Perro", James descubre que los eventos del juego fueron orquestados por un Shiba Inu, y en "OVNI", James es abducido por extraterrestres.

## Desarrollo
En junio de 2021, el desarrollador polaco Bloober Team anunció que se había embarcado en un "acuerdo de cooperación estratégica" con Konami que implicaría "desarrollar conjuntamente contenidos seleccionados e intercambiar conocimientos" con el editor. El CEO de Bloober Team, Piotr Babieno, comentó sobre el acuerdo y afirmó: "El hecho de que una empresa tan reconocida como Konami haya decidido cooperar estratégicamente con Bloober Team significa que también nos hemos unido a los líderes mundiales en juegos y nos hemos convertido en un socio igualitario para los principales actores de este mercado". Konami emitió una declaración por separado, y el editor comentó: "No tenemos ningún detalle específico para compartir en este momento, pero podemos decir que, si bien Bloober Team continuará produciendo su propio contenido original, estamos entusiasmados por la oportunidad de colaborar con ellos en proyectos potenciales en nuestras diversas IP".
En septiembre de 2022, una serie de filtraciones revelaron supuestas imágenes provenientes de una nueva versión planificada de Silent Hill 2 que será desarrollada por Bloober Team, lo que se suma a informes fundamentados de que Konami estaba supervisando una iniciativa para revivir la serie subcontratando juegos futuros a desarrolladores colaborativos. Un filtrador de Internet alegó que las imágenes fueron tomadas de una demostración de prueba interna que Bloober Team desarrolló para presentar el proyecto a Konami y, como resultado, no representaban el título final. Las imágenes filtradas fueron posteriormente retiradas por representantes de Konami. Otra filtración alusiva al juego apareció el mes siguiente, a través de una descripción en YouTube de un tráiler hecho público accidentalmente por la propia Konami.
En octubre de 2022, Konami anunció oficialmente el remake durante su presentación de Silent Hill Transmission, junto con otros juegos como Silent Hill f, Silent Hill: Townfall y Silent Hill: Ascension, así como la película Return to Silent Hill. Es el primer juego de una iniciativa en curso de Konami para rejuvenecer el interés general en la franquicia, que no había visto una nueva entrada importante desde el lanzamiento de Silent Hill: Book of Memories (2012) y la posterior cancelación de Silent Hills del antiguo estudio interno Kojima Productions. En la presentación se confirmó que el diseñador de criaturas Masahiro Ito y el compositor original Akira Yamaoka regresarían para contribuir al remake. El director creativo y diseñador principal de Bloober Team, Mateusz Lenart, citó la importancia de "preservar la atmósfera que hizo que Silent Hill 2 fuera tan excepcional, al tiempo que se modernizan muchos aspectos de la jugabilidad general del juego" como un factor clave en la decisión de rehacer el juego. Lenart también reveló que el sistema de combate original en tercera persona y ciertas partes de la historia fueron completamente reconstruidas. En una entrevista con Famitsu, el productor Motoi Okamoto declaró que Bloober Team y el personal del juego original tenían opiniones diferentes sobre qué aspectos del remake deberían modernizarse en lugar de preservarse del original. Sin embargo, señaló que "gracias a las [opiniones] de Bloober Team, que son grandes fans del original, el remake acabó siendo muy respetuoso con el juego original".
El juego utiliza Unreal Engine 5.

## Lanzamiento
Silent Hill 2 se lanzó para PlayStation 5 y Windows el 8 de octubre de 2024. Los pedidos anticipados de la edición digital de lujo del juego permitieron un acceso avanzado de 48 horas. Es una exclusiva para la consola PlayStation 5 durante al menos un año.

## Recepción

### Respuesta crítica
Silent Hill 2 recibió críticas "generalmente favorables" de los críticos, según el sitio web de agregación de reseñas Metacritic. OpenCritic informó que el 94% de los críticos recomendaron el juego.

### Ventas
Silent Hill 2 vendió más de un millón de copias en los tres días siguientes a su lanzamiento.